# Albert Schwegler
Albert Schwegler foi um filósofo, teólogo e historiador alemão.